# Tibertus
Tibertus je v římské mytologii bůh řeky Anio, přítoku řeky Tibery. Je synem bohyně a titánky Téthys. Nesouvisí s Tiburtem, legendárním zakladatelem Tiburu.